# Війчаткові
Війчаткові (Trichocoleaceae) — родина печіночників порядку Юнгерманіальних.